# 越秀地産
越秀地産もしくはユーシュウ・プロパティは中華人民共和国広東省に本部を置く不動産開発会社。筆頭株主は香港に拠点を置く広州市政府の投資企業である越秀エンタープライズ。香港証券取引所とシンガポール証券取引所に上場している。

## 歴史
1992年に香港で設立され、同年、レッドチップとして香港証券取引所に上場した。
2009年にそれまでの広州インベストメント・カンパニー（Guangzhou Investment Company Limited）から現在の越秀地産（Yuexiu Property Company Limited）へと社名変更した。